# The Chronicles of Riddick: Escape from Butcher Bay
The Chronicles of Riddick: Escape from Butcher Bay est un jeu vidéo 
de tir à la première personne, développé par Starbreeze Studios et édité par Vivendi Games, sorti sur Xbox et PC en 2004.

## Scénario
Le scénario se déroule avant Pitch Black et Les Chroniques de Riddick. Riddick, arrêté par le chasseur de primes Johns, est envoyé dans une prison dont personne ne se serait jamais échappé : Butcher Bay.
Dès lors, il va falloir tout faire pour se frayer un chemin vers la sortie.
Au cours du jeu, on apprend notamment comment Riddick a acquis sa vision nocturne.

## À noter

### Un casting de cinéma
Les voix de ce jeu sont doublées par les acteurs des films. On retrouve notamment Vin Diesel et Cole Hauser (Pitch Black). Ron Perlman et le rappeur Xzibit ont aussi prêtés leurs voix.

### Developper's Cut
Une version « Developper's Cut » du jeu (comme le director's cut cinématographique) est sortie. On retrouve également un mode bonus incluant les commentaires des développeurs.